# Muñecas de Marín
Las Muñecas Marín son originarias de Chiclana de la Frontera, creadas por el artista chiclanero José Marín Verdugo. Son conocidas por su vestimenta flamenca típica de Andalucía, aunque también se fabrican muñecas ataviadas con trajes regionales de distintas zonas de España, como la chulapa madrileña, la fallera valenciana, etc. Todas las muñecas son fabricadas y pintadas a mano.
En Chiclana de la Frontera se encuentra el Museo de Marín, fundado en el 1928. En este lugar se encuentra una gran colección de muñecas ataviadas con trajes típicos de distintas regiones españolas, así como los métodos empleados para su fabricación. También se pueden encontrar personajes famosos, como SSMM Los Reyes de España. Estas muñecas pueden encontrarse en cualquier parte del mundo, especialmente en países europeos como Alemania, Reino Unido, Francia, Italia, etc.
Han obtenido el Primer Premio Mundial de Muñequería Artística en Cracovia (Polonia). El Gobierno de España concedió a Pepe Marín la Medalla al Mérito del Trabajo en el año 1976.
En enero de 2024, con motivo de una campaña publicitaria de la cervecera Cruzcampo, la empresa colocó una muñeca de Marín de 8 metros de alto y 12 de ancho en la Plaza de Callao de Madrid.